# Fanos Katelaris
Fanos Katelaris (Grieks: Φάνος Κατελάρης) (Nicosia, 26 augustus 1996) is een Cypriotisch voetballer met Congolese roots die sinds 2022 uitkomt voor KV Oostende.

## Clubcarrière
Katelaris tekende in juni 2022 bij de Belgische eersteklasser KV Oostende.
1 Bossin ·
2 Vinck ·
3 Medley ·
4 Basila ·
5 Laes ·
6 D'Arpino ·
7 Ndicka ·
10 Rocha ·
11 Jung ·
13 Gabriël ·
14 Mebude ·
16 Dewaele ·
17 Durdov ·
19 Osifo ·
20 Musayev ·
23 Amade ·
25 Van Daele ·
26 Koziello ·
29 D'haese ·
33 Tanghe ·
36 Wylin ·
68 Ambrose ·
77 Atanga ·
88 Rodin ·
90 Berte ·
93 Badu ·
99 Albanese ·
Coach: Jamath Shoffner